# يوان ساباو
يوان ساباو (بالرومانية: Ioan Ovidiu Sabău)‏ (مواليد 12 فبراير 1968) هو لاعب كرة قدم. يلعب مع منتخب رومانيا لكرة القدم. سبق له أن لعب في كأس العالم لكرة القدم مع منتخب بلاده.

## روابط خارجية
- يوان ساباو على موقع قاعدة بيانات كرة القدم.إي يو (الإنجليزية)
- يوان ساباو على موقع ناشيونال فوتبول تيمز (الإنجليزية)
- يوان ساباو على موقع عالم كرة القدم.نت (الإنجليزية)